# 河西智美 お姉さんに聞きなさい!
『河西智美 お姉さんに聞きなさい!』（かさいともみ おねえさんにききなさい!）とは、ニッポン放送で2012年11月24日から始まったラジオ番組である。2013年3月31日終了。

## 番組概要
この番組では、タイトル通り、AKB48の河西智美が“お姉さん”となって、リスナーからの相談に乗る。開始当初は深夜放送だった。
なお、相談はメール・電話で受け付け。
なお、この番組が始まることは、『AKB48のオールナイトニッポン』2012年11月17日放送分の中で発表されたが、河西自身は「本当にさっき聞いたんですよ。本当にびっくり」と、驚きを隠せなかった。
放送終了直後の5月にAKB48から卒業したため、メンバーとして担当した最後のラジオ番組。

## 放送時間
- 2012年11月24日 - 12月22日：毎週土曜28時-28時30分（＝日曜4時-4時30分）[注釈 2]
- 2013年1月6日 - 3月31日（放送終了）[注釈 1]：毎週日曜21時-21時30分

## 出来事
2013年1月20日放送で、“手ブラ写真”が問題となった河西自身の写真集「とものこと、好き？」（講談社）について、この番組の冒頭で「写真集の発売が今、未定となっています」と現状を説明した。なお、河西がこの写真集について話すのは騒動が起きた後では初めてだった。その後、1月24日に発売元の講談社が写真集の発売中止を発表したが、2013年1月27日放送では、河西自身は、番組内でこの発売中止には触れなかった。